# Hiro (fotograf)
Jasuhiro Wakabajaši (若林 康宏, Wakabayaši Jasuhiro), profesionálně známý jako Hiro (ヒロ), (3. listopadu 1930 – 15. srpna 2021) byl americký fotograf narozený v Japonsku. Byl známý svou fotografií módy a zátiší od poloviny 60. let 20. století.

## Životopis
Hiro se narodil v Šanghaji v roce 1930 japonským rodičům. Hiroova rodina se vrátila do Japonska z Číny na konci druhé světové války. V roce 1954 odešel do Ameriky a krátce se zapsal na školu moderní fotografie v New Yorku. Se školou však nebyl spokojen a vyučil se ve studiu Lestera Bookbindera a Reubena Samberga. Na konci roku 1956 začal pracovat pro módního fotografa Richarda Avedona. Přibližně ve stejnou dobu se Hiro setkal s Alexejem Brodovičem, uměleckým ředitelem v Harper's Bazaar, a nějakou dobu pracoval jako jeho asistent během Brodovičovy laboratoře designu na škole The New School.
Na konci roku 1957 už Hiro nebyl Avedonovým asistentem a zahájil vlastní kariéru. Během několika málo let se Hiro stal módním fotografem sám o sobě. V letech 1956 až 1975 přispíval jako štábní fotograf Harper's Bazaar a v roce 1969 ho Americká společnost mediálních fotografů vyhlásila za fotografa roku. Jednou z jeho raných nejznámějších fotografií je obraz diamantového náhrdelníku Harryho Winstona umístěného na skotu. Neskutečné a jedinečné Hiroovy fotografie se vyznačují svou elegancí a čistým vzhledem. Používá neobvyklé osvětlení, srovnání neočekávaných prvků a své zvláštní použití barev.
Obchodní časopis American Photographer mu věnoval v roce 1982 celé vydání.